# ArtWatch International
ArtWatch International è stato fondato da James Beck, professore di storia dell'arte alla Columbia University, per monitorare e promuovere pratiche migliori nella conservazione delle opere d'arte. La filiale del Regno Unito, ArtWatch UK, è gestita da Michael Daley.

## Storia
Nel 1991, Beck criticò il restauro della scultura di Jacopo della Quercia, della tomba di Ilaria del Carretto nella cattedrale di Lucca. Di conseguenza, il conservatore lo citò in giudizio per "calunnia aggravata", che comporta una possibile condanna a tre anni di reclusione. Beck vinse la causa e successivamente co-fondò ArtWatch International.
ArtWatch ha criticato molte pratiche e progetti di conservazione, tra cui il restauro dell'Ultima Cena di Leonardo da Vinci e quello della Cappella Sistina. Nel 2004, ha sollevato una petizione, senza successo, per fermare il restauro del David di Michelangelo, che da allora si è scoperto che sviluppava crepe.
ArtWatch UK ha realizzato un numero commemorativo sul compianto James Beck, un rapporto sui danni alle opere d'arte in transito per mostre di successo e articoli critici sui risultati dei restauri su pittori moderni come Gustav Klimt. La rivista ArtWatch UK del novembre 2008 conteneva 20 articoli di campagna sugli sviluppi nella città di San Pietroburgo protetta dall'UNESCO.
Beck era, e Daley lo è, spesso schietto e le loro opinioni sui recenti restauri sono state regolarmente riportate dalla stampa. Tuttavia, sono stati ugualmente fortemente osteggiati da coloro che criticavano. Il Surveyor of the Fabric of St. Paul's Cathedral, che nel 2004 ha supervisionato una pulizia della cattedrale, che è stata presa di mira da Daley, ha ribattuto che "ArtWatch UK suona molto bene, ma sembra essere il punto di vista di una persona". L'indagine sulla campagna di restauro è stata condotta e scritta dalla storica dell'arte Florence Hallett.

## Ludwig Burchard
Nell'aprile 2006 l'ArtWatch UK Journal ha pubblicato una ricerca su Ludwig Burchard, uno studioso che aveva fatto molte attribuzioni a Rubens. Ha nuovamente messo in discussione l'autenticità di Sansone e Dalila della National Gallery. La ricerca è stata condotta dalla Dott.ssa Kasia Pisarek.